# Association des écrivains combattants
Pour les articles homonymes, voir AEC.
L'Association des écrivains combattants (AEC) est une association fondée notamment par José Germain au lendemain de la Première Guerre mondiale. Elle vise à défendre les intérêts des écrivains survivants et la mémoire de ceux tombés au champ d'honneur.

## Voir aussi

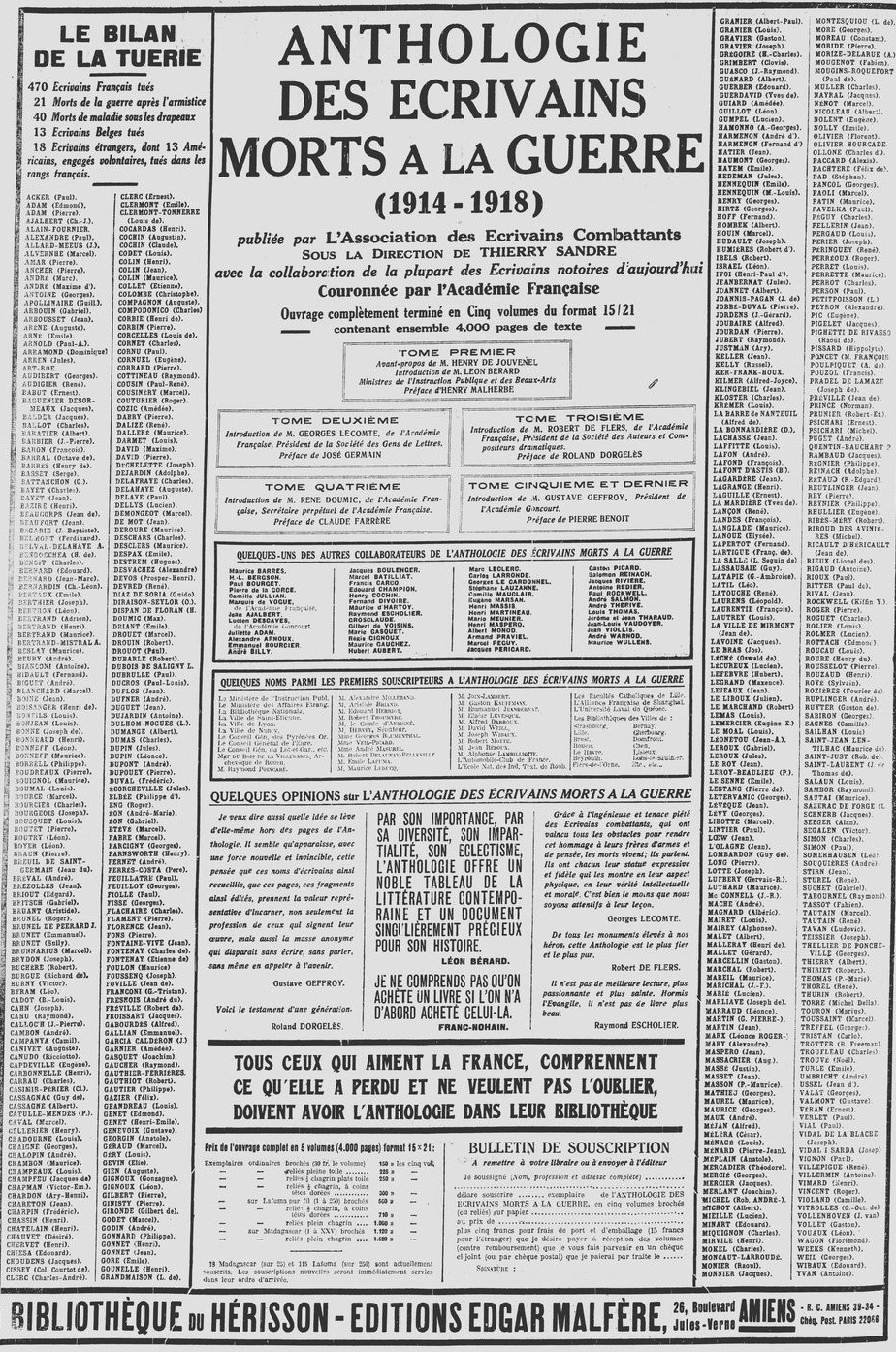
Anthologie des écrivains morts à la guerre 1914-1918.

## Historique

### Fondation
L’association est fondée le 27 juin 1919 par José Germain et un groupe de 80 écrivains survivants de la Grande Guerre (dont Roland Dorgelès, Maurice Genevoix, Pierre Mac Orlan, Émile Henriot, Jérôme et Jean Tharaud, Albert Erlande). Les écrivains démobilisés peuvent, alors, poursuivre la publication du Bulletin des écrivains, publication mensuelle créée, dès la fin de l'année 1914, par trois journalistes du quotidien L'Intransigeant. Le 15 octobre 1927, Gaston Doumergue, président de la République française, inaugurait au Panthéon à Paris des tables de marbre portant le nom de 560 écrivains morts pendant la Première Guerre mondiale. Le 2 juillet 1949, 197 noms d’écrivains morts pendant la Seconde Guerre mondiale y furent ajoutés, en présence du président de la République Vincent Auriol. Liste des personnes citées au Panthéon de Paris.

## Organisation

### Présidents
Parmi ses présidents figurent : Henry Malherbe, Roland Dorgelès (1929-1930), Claude Farrère (1930-1936), Paul Chack (1936-1939), Pierre Chanlaine (1944-1969), Jacques Chabannes (1970-1990), Erwan Bergot (1990-1993), Michel Tauriac (1993-2010), le poète Jean Orizet (2011-2025), et Alfred Gilder, essayiste, romancier (élu en janvier 2025). Parmi ses présidents d'honneur, ont figuré notamment Maurice Genevoix et Winston Churchill, et parmi ses lauréats : Louis Weiss, le Père Bruckberger, le Professeur Jean Bernard, Paul Guth, Maurice Schumann, Pierre Messmer… En 1997, l’association a décidé d’élargir son cercle d’adhérents, en s’ouvrant à des écrivains n’ayant pas été combattants, mais partageant les valeurs patriotiques.

### Secrétaires généraux
- jusqu’en 2011 : Hervé Trnka
- de 2011 à 2025 : Alfred Gilder
- Marc Gadmer (élu en janvier 2025)

## Activité littéraire
Entre 1924 et 1926, l'Association a publié une anthologie en cinq volumes, retraçant les états de services littéraires et militaires des 560 écrivains morts pour la France. En 1960, elle a publié une nouvelle anthologie, préfacée par le maréchal Juin, des 197 écrivains morts pour la France au titre du second conflit mondial. L’association publie, deux à trois fois par an, un bulletin, Écrivains combattants, gazette de l’association. Ce bulletin rend notamment compte des publications de ses membres. L'AEC gère une bibliothèque installée depuis mars 2009 à Rueil-Malmaison, dans une pièce du centre culturel municipal. En 2018, l'AEC a publié un ouvrage Les Écrivains dans la Grande Guerre, rendant hommage aux « 560 ».
L’association est également chargée de l’attribution de plusieurs prix littéraires, portant notamment le nom de plusieurs de ses anciens présidents (Roland Dorgelès, ou Michel Tauriac). Les prix littéraires sont remis à l’occasion de l'assemblée générale de l’association.
En 2019, l'Association a modifié ses prix, tous désormais dotés. Les prix littéraires annuels de l'Association des écrivains combattants, au nombre de six, sont les suivants :
- prix Roland-Dorgelès, créé en 1995 pour des journalistes professionnels de la presse écrite ou audiovisuelle « qui se sont particulièrement distingués dans le bon usage de la langue française »
- prix Capitaine-Thomas-Gauvin, créé en 2016 pour « un auteur en activité de service dans les armées françaises, un ouvrage, une étude ou un mémoire publié, en langue française, consacré aux conditions d'engagement militaire des forces françaises. » Il porte le nom du lieutenant Thomas Gauvin, devenu capitaine à titre posthume, tué lors du combat de Joybar (Afghanistan) en 2011.Le lauréat 2016 était le général Bernard Barrera (Opération Serval, Seuil).
- prix Michel-Tauriac, créé en 2019, décerné à un écrivain pour l'ensemble de son œuvre ;
- prix Pierre-Benoît, créé en 2019, récompensant un roman ;
- prix Étienne-de-la-Boétie, créé en 2019, récompensant un essai ;
- prix Jules-Michelet, créé en 2019, récompensant un livre d'histoire.

## Forêt des écrivains combattants

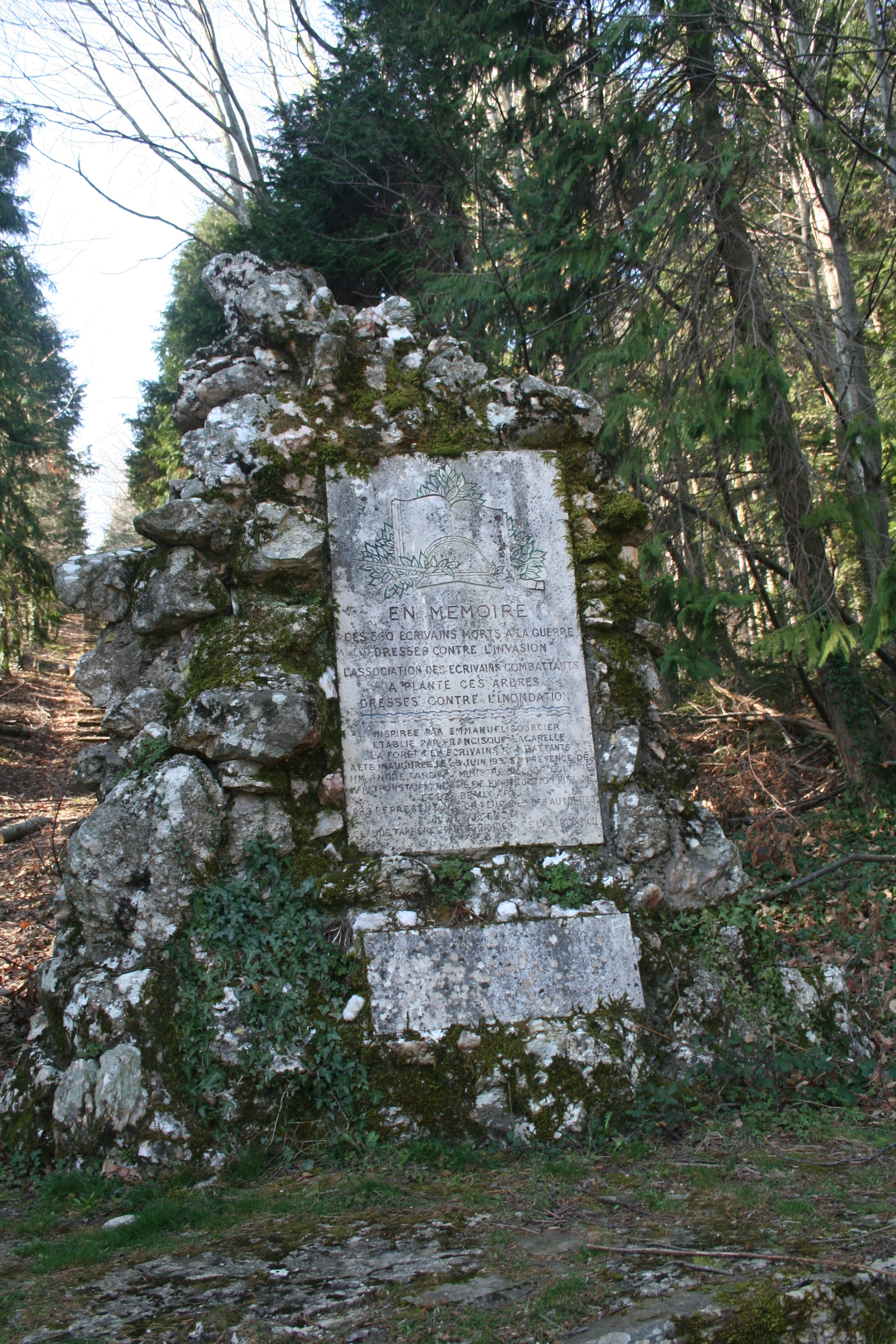
Stèle d'entrée de la forêt des écrivains combattants.

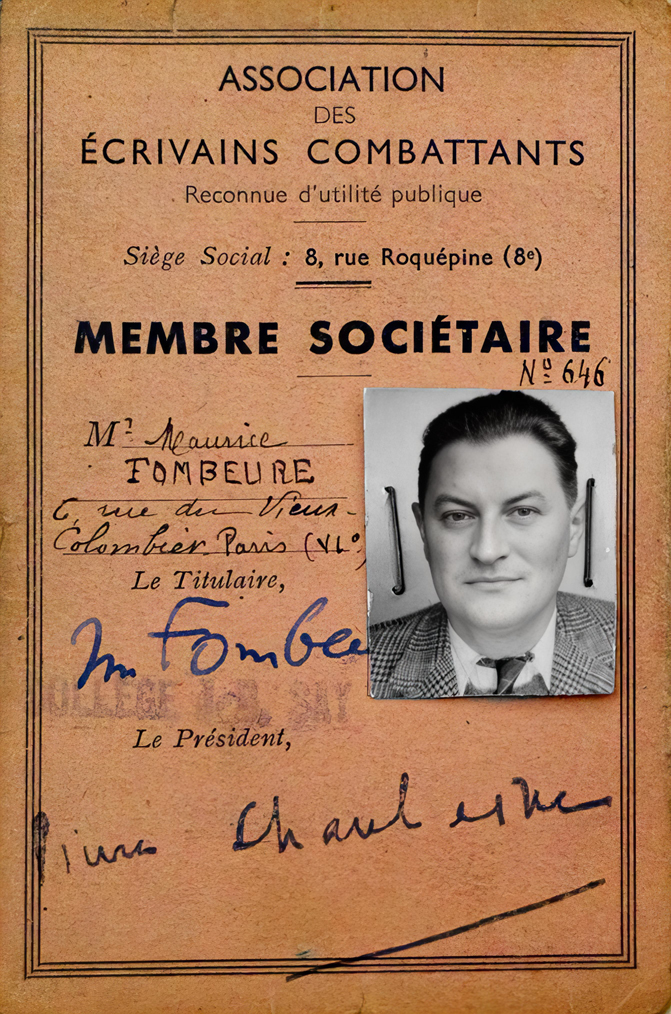
Carte vers 1952 de Maurice Fombeure.

En 1930, des inondations ravagent une grande partie du sud-ouest de la France, notamment le département de l’Hérault. Le déboisement est mis en cause et la replantation est souhaitée par les pouvoirs publics. L’Association des écrivains combattants, alors présidée par Claude Farrère, décide en 1931 de participer à ce mouvement en créant la forêt des écrivains combattants, plantée de pins et de cèdres sur 135 hectares. Elle s’est associée au Touring club de France (TCF).
La forêt a été plantée dans le massif montagneux du Caroux-Espinouse, sur le territoire des communes de Combes et Rosis (Hérault). Elle se situe à l’intérieur du périmètre du Parc naturel régional du Haut-Languedoc.
Certaines allées de la forêt sont baptisées de noms d’auteurs inconnus. Roland Dorgelès écrivait qu’il avait semblé « juste d’honorer les jeunes, les méconnus, les débutants, qui ne laissaient, pour survivre, que quelques pages dispersées : ceux dont j’ai dit un jour qu’ils ont versé peu d’encre, mais tout leur sang ». Les noms d’écrivains morts pendant la Seconde Guerre mondiale sont ajoutés en 1952. Deux femmes figurent parmi les 65 écrivains qui ont donné leur nom à des allées de la forêt, Marietta Martin et Irène Némirovsky.
Le 13 juillet 1952, Pierre Chanlaine, alors président l’Association des écrivains combattants, remet la propriété de la forêt à l’État. Elle devient une forêt domaniale et est aménagée comme site de promenade.

## Après-midi du livre combattant
Dans l'entre-deux-guerres, à partir de 1925, l'association organise chaque année une vente de charité pour ses quatre caisses de secours. Cette vente devient vite une manifestation mondaine, durant laquelle des écrivains comme Géo London, Roland Dorgelès, José Germain, Abel Bonnard, Henry Bordeaux, Jean Cocteau, Henri Troyat ou François Mauriac dédicacent leurs livres que vendent des vedettes de la scène ou de l'écran telles Yvonne Printemps, Mireille Balin, Danielle Darrieux, Suzy Solidor ou Gaby Morlay, ou bien des femmes du monde. Le président de la République vient inaugurer chaque année cette manifestation dès 1926. L'après-midi du Livre combattant est, depuis lors, organisée annuellement, généralement en novembre, de façon continue, dans un grand lieu parisien.

### Assassinat de Paul Doumer
Le 6 mai 1932, venu inaugurer le salon annuel de l'Association des écrivains combattants à Paris, le président de la République française, Paul Doumer, est assassiné par un immigré russe, Paul Gorgulov. Le chef de l’État était un fervent partisan de la cause des anciens combattants, ayant perdu quatre de ses fils du fait de la Première Guerre mondiale.